# Augusto da Costa
Augusto da Costa (* 22. Oktober 1920 in Rio de Janeiro; † 1. März 2004 ebenda) oft nur Augusto genannt, war ein brasilianischer Fußballspieler. Er war Kapitän der brasilianischen Fußballnationalmannschaft bei der Fußball-Weltmeisterschaft 1950 in Brasilien.

## Karriere
Augusto begann seine Karriere 1936 bei São Cristóvão. 1945 trat er CR Vasco da Gama bei. Dort spielte er bis 1954.
Für die brasilianische Nationalmannschaft spielte er 20-mal und schoss ein Tor. Er gewann die Copa América 1949 und führte seine Mannschaft als Kapitän ins Entscheidungsspiel um die Fußballweltmeisterschaft 1950. Obwohl Brasilien als großer Favorit galt, im Maracanã-Stadion Heimvorteil hatte und nur ein Unentschieden brauchte, verlor man gegen Uruguay und wurde nur Vizeweltmeister. Dieses Spiel ist auch als Maracanaço bekannt.

## Erfolge
- Copa América: 1949
- Vize-Weltmeister 1950